# Iturama
Iturama este un oraș în Minas Gerais (MG), Brazilia.